# 유틸렉스
유틸렉스(Eutilex)는 대한민국의 면역항암제 기업이다.
본사는 서울특별시 금천구 가산디지털1로 58(가산동, 에이스한솔타워) 408호에 위치해 있다. 대표이사는 권병세이다. 외국인지분은 18.29%이다 2024년 연매출 129억원의 자회사인 아이앤시스템을 흡수합병하였다.

## 역사
권병세 전 울산대 교수이자 국립암센터 신치료기술개발사업단장 및 면역세포치료연구과 석좌연구원이 만 67세이였던 해인 2015년 2월 27일에 설립하였다

## 상장
2018년 12월 24일에 주관사를 NH투자증권으로 공모가 50,000원에 기술특례로 코스닥 시장에 상장하였다.

## 논란
- 상장 이후 5년째 기술이전 성과를 내지 못해 장기적인 연구개발 경쟁력이 떨어질 수 있다는 우려가 나오고 있다[7]
- 자회사 설립 및 핵심파이프라인 물질 이전은 바이오회사의 전형적인 쪼개기 상장이라는 비판이 있다[8]
- 2023년으로 기술특례상장기업에 적용되는 ‘매출액 30억원 미만’ 관리종목 지정요건의 유예기간이 종료돼 내년부터는 매출 30억원을 내야 하는데 지난해 매출액은 2억원이었고, 2023년 상반기 누적 매출액도 8,500만원에 불과하여 리스크가 있다는 지적이 있다[9]

## 참고문헌
1. ↑  노신영, 유틸렉스, SITC서 ‘VSIG4 항체’ 등 2건 “포스터 발표”, 바이오스펙테이터, 2023년 10월 23일
2. ↑  유틸렉스, UC샌디에이고대 '라 홀라 연구소'와 협약, 히트 뉴스, 2023년 6월 29일
3. ↑  박정호, 아이브이리서치 "유틸렉스, 2025년 핵심 파이프라인 중간발표 주목", 이데일리, 2024-09-13
4. ↑  김정현, 교보증권 분석보고서 유틸렉스, 2022년 7월 28일
5. ↑  음상준, "67세에 창업…신약개발, 더 늦기전에 하고 싶었죠", 뉴스1, 2017년 1월 31일
6. ↑  한국IR협의회 기업분석보고서 유틸렉스 2023.07.14[깨진 링크(과거 내용 찾기)]
7. ↑  최다은, 상장 후 기술이전 성과 '0'건 유틸렉스···고형암 타깃 항체치료제 임상 '주목', 시사저널, 2023.07.04
8. ↑  김유림, '앞뒤 다른 해명' 유틸렉스, 쪼개기 상장 무리수 지적, 팜이데일리, 2022년 6월 17일
9. ↑  나은경, 유연호 대표 “유틸렉스를 ‘연구개발 잘하는 회사’서 ‘돈도 잘 버는 회사’로 만들겠다”, 이데일리, 2023년 10월 25일